# Bo Tao Michaëlis
Bo Tao Michaëlis (født 19. juli 1948) er en dansk kritiker, der er litteratur- og kulturanmelder ved dagbladet Politiken fra 1990. Han er søn af revyforfatteren og skuespilleren Tao Michaëlis.

## Uddannelse
Bo Tao Michaëlis er cand. mag. i dansk og oldtidskundskab og mag.art. i litteraturvidenskab fra Københavns Universitet og var lærer på halvtid lærer i dansk og oldtidskundskab ved Birkerød Gymnasium.

## Bøger og tillidshverv
Han er særdeles vidende om kriminallitteratur og nyere amerikansk litteratur, er medlem af Det Danske Kriminalakademi og har skrevet bogen Verdens 25 bedste kriminalromaner (2001) og Hemingway-biografien Århundredets mand (1999), der fik flere positive anmeldelser.
Michaëlis er medlem af James Joyce og Marcel Proust-selskaberne.
Michaëlis skriver også om film og er tv-anmelder.
Bo Tao Michaëlis udgav i 2012 en biografi om den amerikanske forfatter Ernest Hemingway "Hemingway – En mand og en myte" på forlaget Gyldendal, der imidlertid i august 2012 blev tilbagekaldt af forlaget efter kritik af en række faktuelle og sproglige fejl. Forlaget påtog sig det fulde ansvar for manglerne. I 2016 udgav han en revideret biografi med samme titel og Gyldendal.
Derudover mangeårigt medlem af Litteraturturkritikernes Lav, blandt andet aktiv i bestyrelsen (der uddeler Kritikerprisen) og Brandesprisudvalget (der uddeler Georg Brandes-Prisen).

## Eksterne hevisninger
- Litteraturturkritikernes Lav
- Kort biografi på politiken.dk
- Bo Tao Michaëlis på Bibliografi.dk